# Bolognino (pavimentazione)

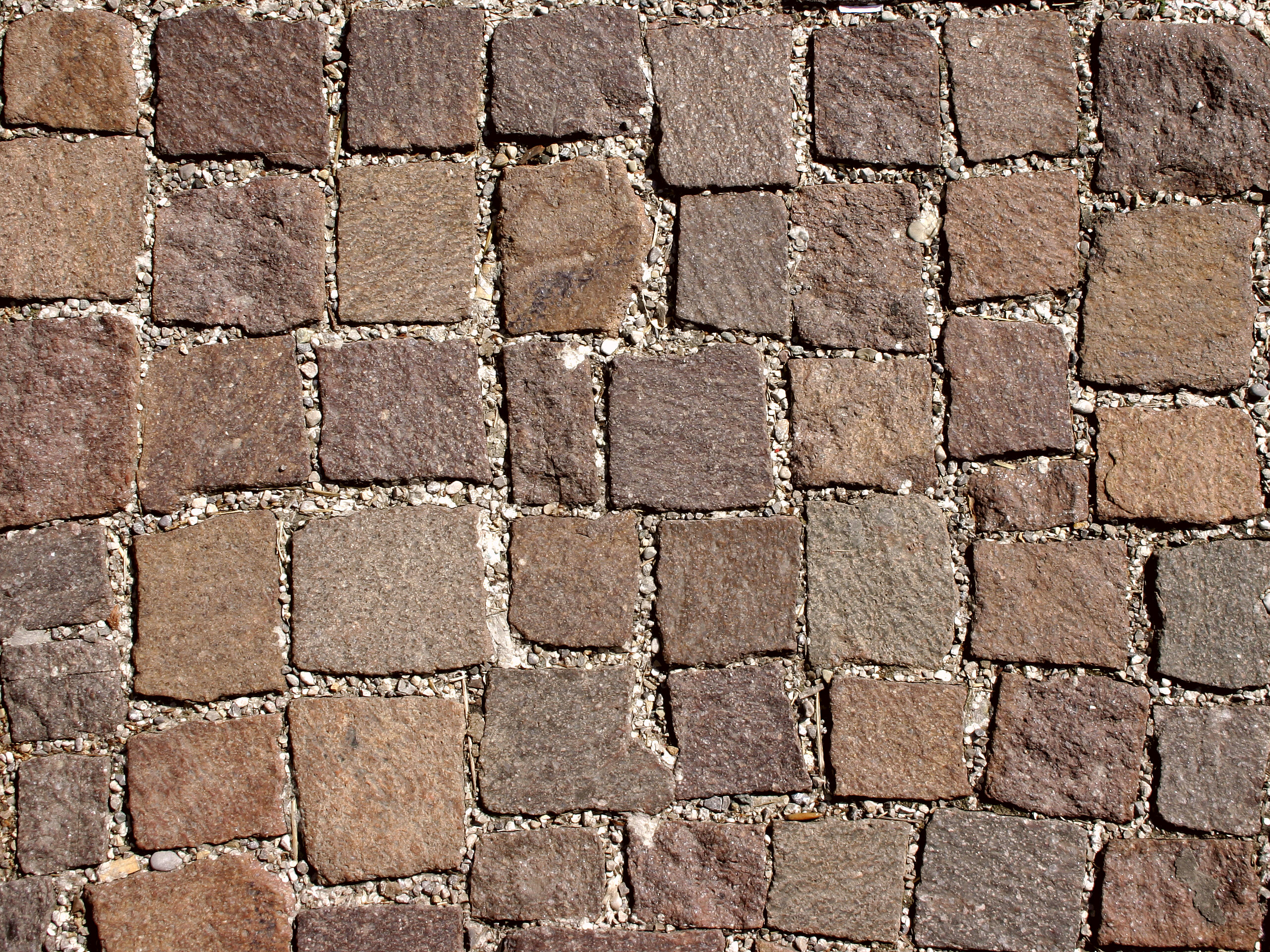
Pavimentazione in bolognino di porfido del Trentino

Il bolognino è il cubetto di porfido utilizzato per la realizzazione del lastricato stradale di uso comune nel centro storico di molte città per pavimentare strade o piazze.

## Caratteristiche
Il bolognino è il nome correntemente utilizzato nell'Italia settentrionale in quanto utilizzato anticamente per la pavimentazione delle strade di Bologna che funse da modello per quelle città o paesi che, lontani dai corsi d'acqua, non potevano usufruire dei ciottoli. Il riferimento a Bologna indica l'opposizione all'altro modello pavimentale, il cosiddetto acciottolato alla forlivese. Nell'Italia centrale si concentra l'utilizzo della denominazione sampietrino. Il bolognino si differenzia sostanzialmente ed in modo inequivocabile dal sampietrino in quanto è ottenuto con un diverso materiale di partenza. Il bolognino si ottiene dal porfido, mentre il sampietrino si ottiene dalla lavorazione del basalto.
Il bolognino rappresenta una tipologia di pavé.

## Vantaggi
Un vantaggio di questo tipo di pavimentazione consiste nel suo buon comportamento sotto i carichi del traffico e la sua resistenza nei confronti degli eventi atmosferici (gelo o calore).
Esso ha inoltre il vantaggio di adattarsi molto facilmente all'irregolarità del terreno (ad esempio cambi di pendenza o curve).
Trattasi inoltre di materiale naturale, prodotto ad emissioni di CO2 sul ciclo di vita pressoché nulle, in particolare rispetto alle miscele bituminose e dei masselli autobloccanti di cemento.
Quando realizzati con materiali idonei (ad esempio porfido), in casi di lavori di ripristino i cubetti possono essere asportati, puliti e posati nuovamente innumerevoli volte. Si tratta quindi di un tipo di pavimentazione completamente riciclabile.
Questo tipo di pavimentazione ha inoltre il pregio di lasciar respirare il terreno grazie agli spazi tra una cubetto e l'altro.

## Svantaggi
La superficie di questo tipo di pavimentazione non risulta perfettamente liscia come accade per le strade asfaltate; pertanto i bolognini sono poco indicati per il transito a velocità sostenute. Nel caso in cui i cubetti siano realizzati con piano liscio naturale a vista o nel caso di eccessiva usura, una pavimentazione in bolognini può risultare scivolosa in condizioni bagnate. Richiede molta manutenzione qualificata.

## Uso
Viene impiegato tutt'oggi in strade pubbliche (ad esempio nei centri cittadini), per marciapiedi pedonali o per vialetti e piazzali privati.

## Materiali
Fra le  pietre impiegate nella realizzazione dei bolognini si cita il porfido del Trentino ed il porfido rosso di Cuasso al Monte.